# 渡り鳥条約
渡り鳥条約（わたりどりじょうやく）とは、渡り鳥や絶滅のおそれがある鳥類とその生息環境を保護するため、日本が他国と結んでいる2国間での条約または協定。
日本に生息する野生の鳥類の4分の3（約400種）は、太平洋、北米大陸、中国、ロシア、東南アジア諸国などを渡っていることが、確認されている。これらの鳥類の保護のためには、国際的に捕獲禁止などの措置を講じる必要がある。
日本が条約または協定を結んでいるものには、アメリカ合衆国との条約（1972年署名）、ロシア（旧ソビエト連邦）との条約（1973年署名）、オーストラリアとの協定（1974年署名）、中国との協定（1981年署名）の4つがある。相手国と約2年おきに条約・協定に基づく会合を開き、施策についての情報交換や共同調査の協議などを行っている。なお、韓国との間には、渡り鳥保護のための条約・協定はないが、日韓環境保護協力協定（1993年発効）の下に「日韓渡り鳥保護協力会合」が開催されている。

## 条約締結国
- アメリカ合衆国（日米渡り鳥条約）
- ロシア（日露渡り鳥条約）（旧日ソ渡り鳥条約）
- オーストラリア（日豪渡り鳥協定）
- 中国（日中渡り鳥協定）